# Карл Маркс (офіцер СС)
Карл Маркс (нім. Carl Marks; 17 вересня 1903 — ?) — німецький офіцер, штандартенфюрер СС.

## Біографія
В 1934 році вступив у НСДАП (квиток №3 601 899) і СС (посвідчення №257 785). З 17 жовтня 1934 року — командир 3-го штурму лейбштандарту. Учасник Польської і Французької кампаній. З 14 червня 1940 року — командир 3-го батальйону лейбштандарту. З 1 листопада 1940 року — начальник унтерофіцерського училища СС в Лауенбурзі. З липня 1942 року — командир навчального батальйону СС «Прага», в 1942-43 роках — запасного гренадерського батальйону СС «Схід». З серпня по 5 грудня 1944 року — командир 24-ї гірської дивізії військ СС, після чого очолив 14-й запасний навчальний гренадерський батальйон військ СС, яким командував до кінця війни.

## Звання
- Унтерштурмфюрер СС (1 січня 1935)
- Оберштурмфюрер СС (30 січня 1935)
- Гауптштурмфюрер СС (10 березня 1935)
- Штурмбаннфюрер СС (1 вересня 1940)
- Оберштурмбаннфюрер СС (30 січня 1943)
- Штандартенфюрер СС (30 січня 1945)

## Нагороди
- Німецька імперська відзнака за фізичну підготовку в бронзі
- Спортивний знак СА в золоті
- Залізний хрест 2-го і 1-го класу
- Хрест Воєнних заслуг 2-го класу з мечами